# Earsham
Earsham – wieś w Anglii, w hrabstwie Norfolk, w dystrykcie South Norfolk. Leży 22 km na południowy wschód od Norwich i 150 km na północny wschód od Londynu.
Miejscowość liczy 907 mieszkańców.